# Agnès de Bohèmia
|  | Per a altres significats, vegeu «Santa Agnès». |

Agnès de Bohèmia (Praga, 1211 - ibídem, 2 de març de 1282) va ser una religiosa bohèmia de l'Orde de Santa Clara, fundadora del monestir i hospital de Sant Francesc de Praga i de l'orde religiós dels Canonges Regulars de la Creu amb l'Estrella Roja. És venerada com a santa per l'Església catòlica.

## Biografia
Era filla del rei de Ottokar I de Bohèmia i de Constança, germana d'Andreu II d'Hongria, i, per tant, emparentada amb altres sants com: Ludmila de Bohèmia, Venceslau I de Bohèmia, Eduvigis d'Andechs, Elisabet d'Hongria i Margarida d'Hongria.
Va ser educada per Eduvigis d'Andechs al monestir cistercenc de Trzebnica i, després, al premostratenc de Doksany. A l'edat de vuit anys va ésser promesa en matrimoni a Enric VII d'Alemanya, fill i hereu de l'emperador Frederic II de Suàbia, i enviada a la cort de Viena per rebre-hi la formació adequada al seu futur paper. Leopold VI el Gloriós, però, volia casar la seva filla amb Enric d'Alemanya i, sis anys després, el compromís amb Agnès es va trencar, compensant Agnès amb una dot; això no obstant, Otokar I va emprendre una guerra contra Àustria arran del fet. En 1226, Otokar va acordar un nou matrimoni, ara amb Enric III d'Anglaterra, però el compromís va ser vetat pel mateix emperador, que volia casar-se amb ella.
Mentrestant, la princesa havia madurat la seva vocació religiosa, sobretot arran de la difusió del missatge de Francesc d'Assís, i va rebutjar prendre part en aquests arranjaments. Amb els suport del papa Gregori IX, va ingressar en l'Orde de Santa Clara, fundada feia poc temps; encara que no es van trobar mai, Agnès i Clara van mantenir correspondència durant gairebé vint anys.

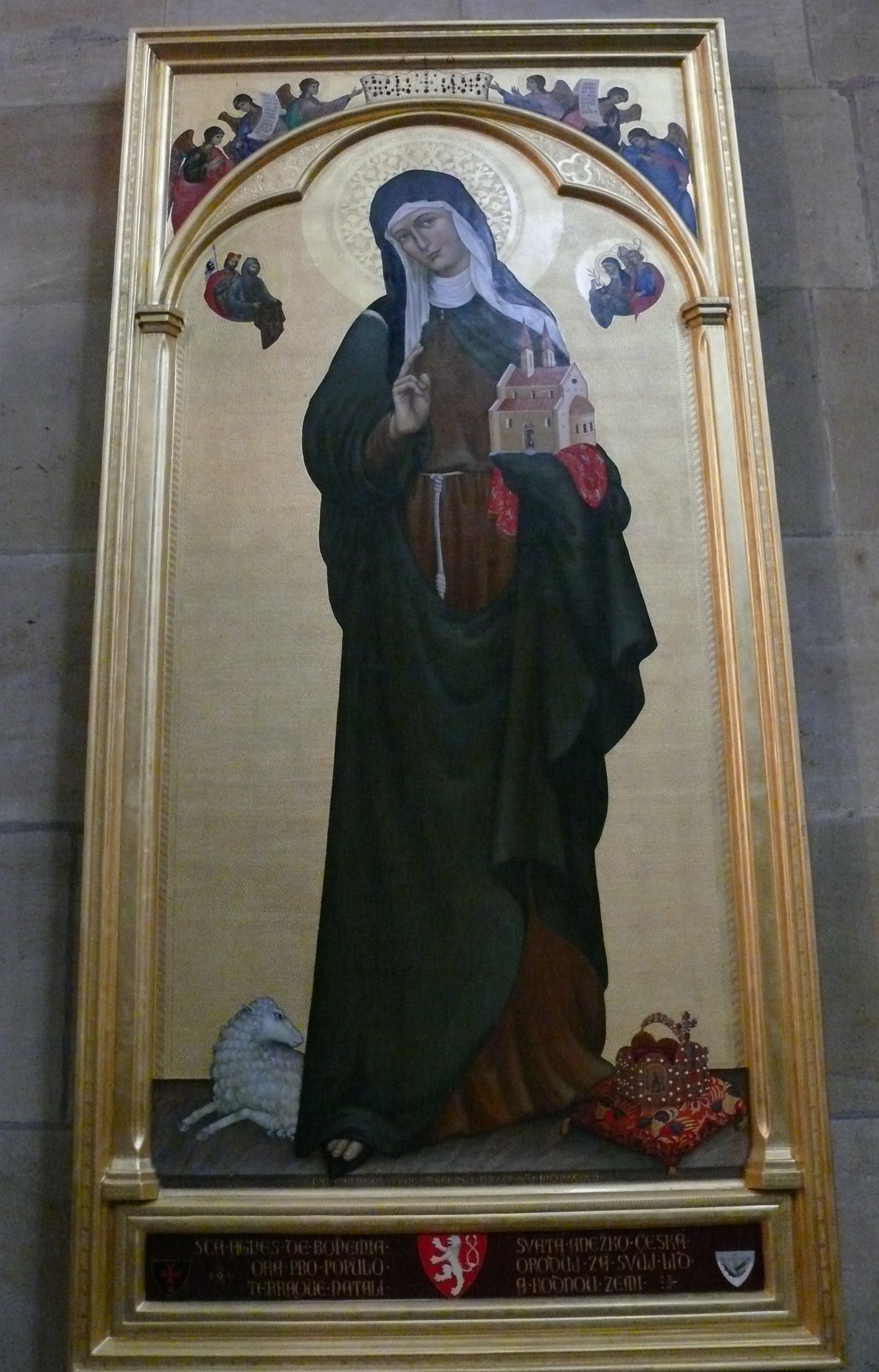
Pintura a la Catedral de S. Vit (Praga)
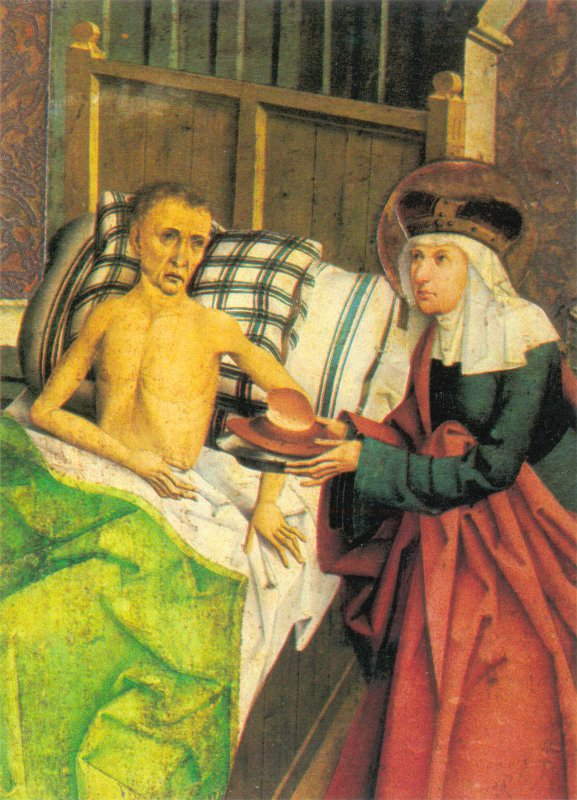
Agnès atenent un malalt, pintura del s. XV
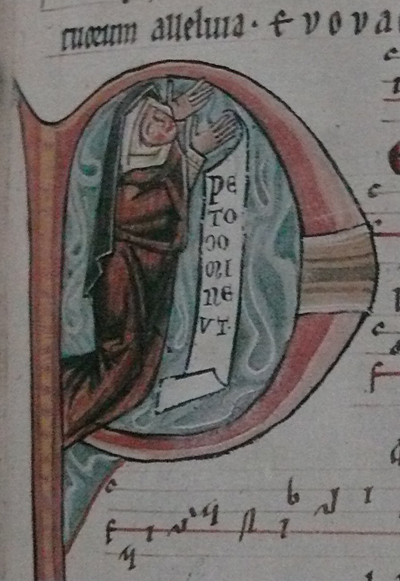
La santa a l'antifonari de Sedlecký, segle xiv

En uns terrenys donats pel seu germà Venceslau I de Bohèmia fundà el primer convent de Frares Menors del regne en 1232 i, a la vora, un hospital per a pobres. Per a gestionar l'hospital, va crear una fraternitat laica, els Crucífers de l'Estrella Roja, que el 1237 va convertir-se en orde de canonges regulars. En 1234 va fundar al costat un monestir de clarisses: la mateixa santa Clara d'Assís hi envià cinc religioses. Agnès es retirà a aquest convent l'11 de juny de 1234, on tenia cura dels malalts i de la cuina. Se'n va convertir en abadessa fins que hi morí vuit anys després.

## Veneració
Des de la seva mort fou objecte de devoció popular. Va ser beatificada el 28 de novembre de 1874 per Pius IX, aprovant-ne el culte. El 12 de novembre de 1989, Joan Pau II la canonitzà a Roma. Se li atribuïen visions i capacitat de guarició.

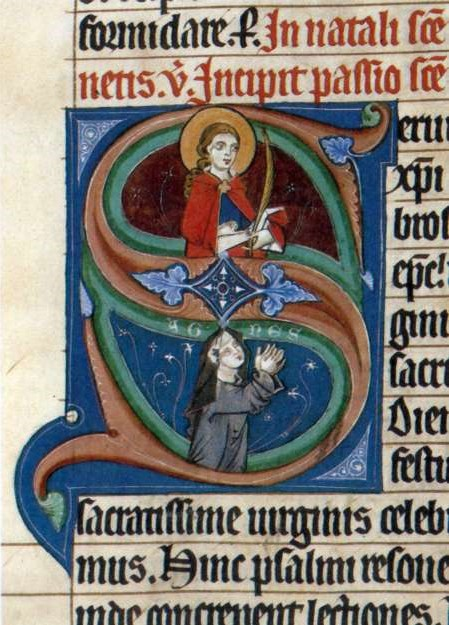
Leccionari d'Arnold von Meissen, segle xiv, amb les santes Agnès de Roma (dalt) i de Praga (a sota)
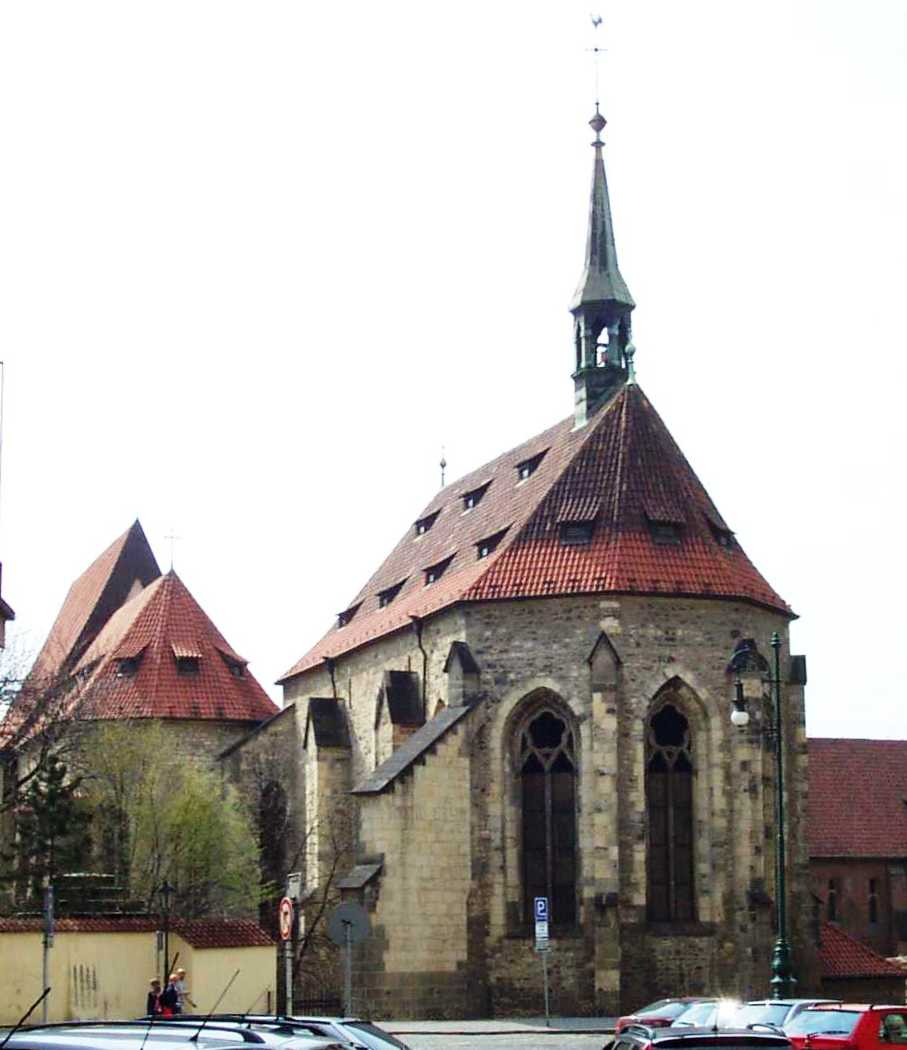
Convent de S. Agnès, a Praga
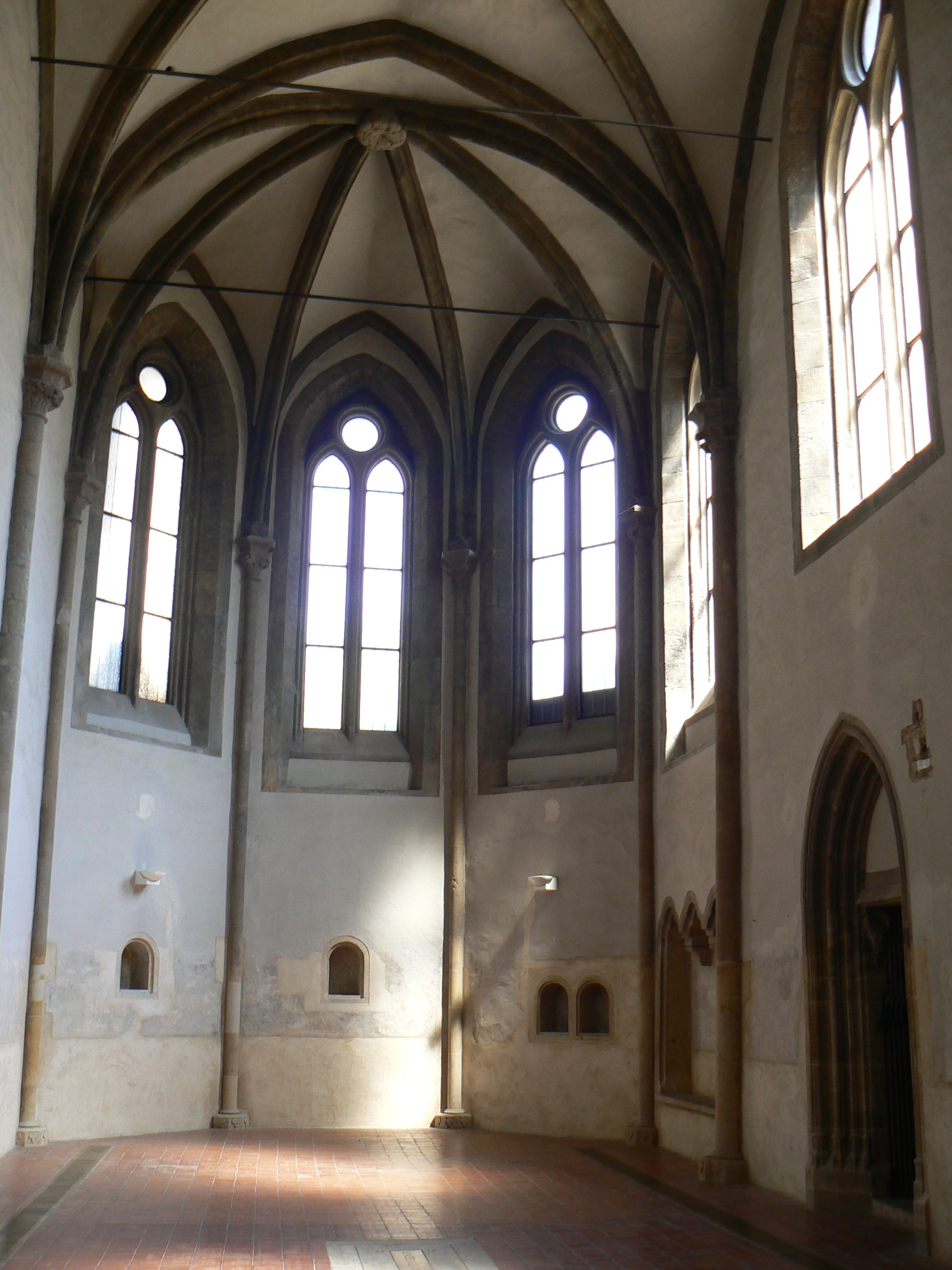
Capella del convent
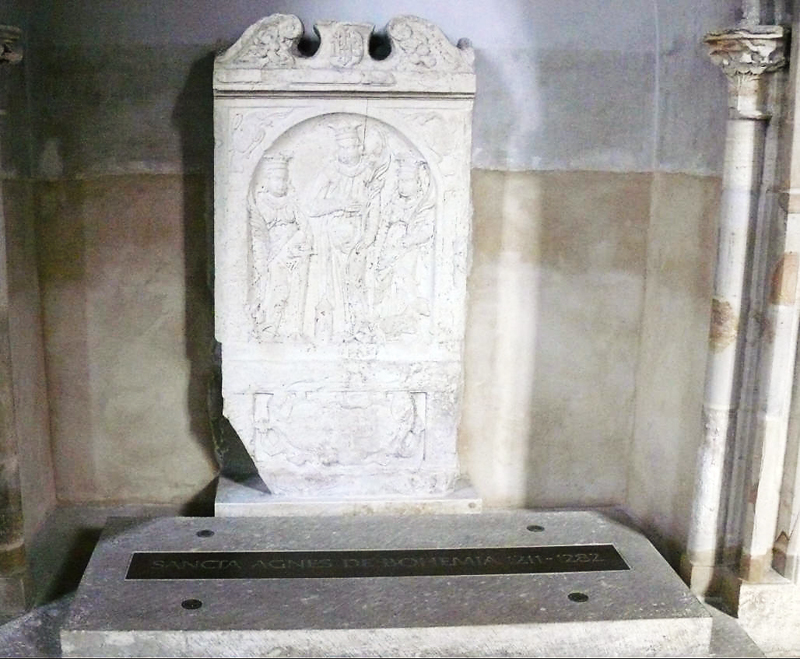
Tomba al convent de S. Agnès (Praga)